# Perugino

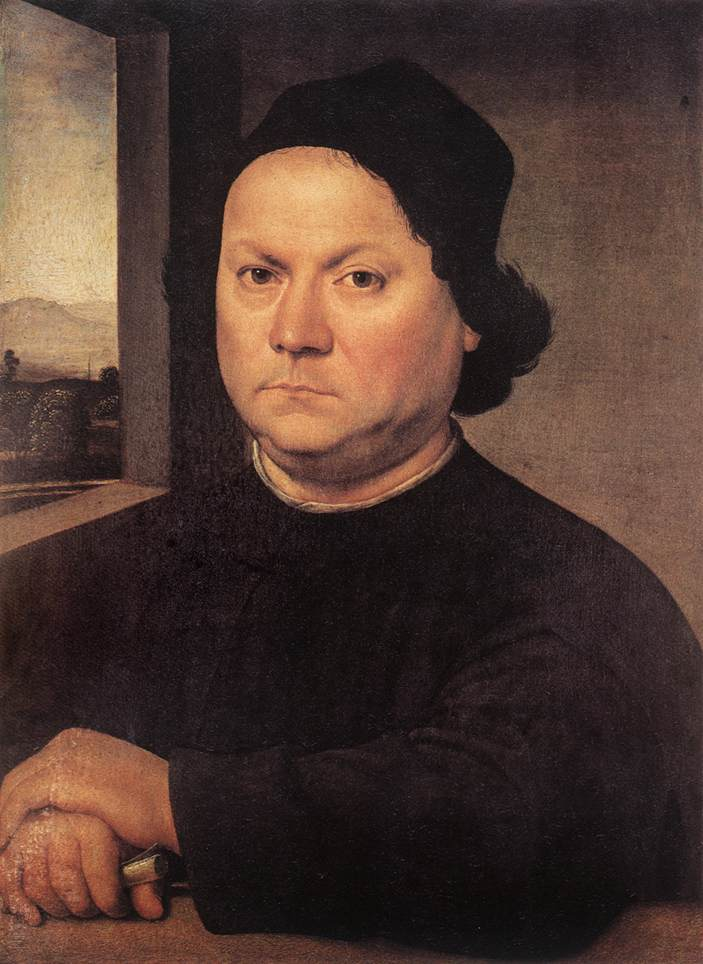
Perugino, gemalt von Raffael oder Lorenzo di Credi, 1504 (Uffizien, Florenz)

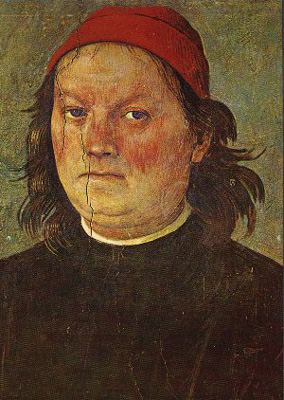
Selbstporträt (Ausschnitt aus einem Fresko im Palazzo dei Priori in Perugia)

Pietro Perugino (* um 1445/1448 in Città della Pieve, heute Provinz Perugia; † Februar oder März 1523 in Fontignano bei Perugia), geboren als Pietro Vannucci, meist kurz Perugino genannt, war ein italienischer Maler der Renaissance. Er galt als der wichtigste Meister der Umbrischen Schule und war der Lehrer Raffaels, dessen Vater Giovanni Santi ihn in einem Gedicht auf seine Zeitgenossen als „göttlichen Maler“ titulierte. In Raffaels Frühwerk ist sein Einfluss unübersehbar.

## Leben
Pietro Perugino wurde als Pietro Vannucci geboren und stammte aus einer wohlhabenden Familie. Er wurde auch Pietro di Cristoforo Vannucci genannt, das heißt: „Pietro, Sohn des Cristoforo Vannucci“. Sein Beiname Perugino, unter dem er heute bekannt ist, bedeutet „aus Perugia“.
Seine Lehrmeister waren vermutlich Piero della Francesca und Andrea del Verrocchio, in dessen Werkstatt ebenfalls Domenico Ghirlandaio, Leonardo da Vinci und Lorenzo di Credi ausgebildet wurden. Sein 1473 entstandenes Werk Szenen aus dem Leben des hl. Bernard (Tempera auf Holz, evtl. zusammen mit Pinturicchio) ist heute in der Galleria Nazionale dell’Umbria in Perugia zu besichtigen.
1481 entstand sein bekanntestes Gemälde, Christus übergibt Petrus die Schlüssel (italienisch Consegna delle chiavi a Pietro, 3,35 × 5,50 m), eines der Werke aus dem Wandfreskenzyklus in der Sixtinischen Kapelle im Vatikan, an dem die damals gefeiertsten Maler Italiens mitwirkten. Die perspektivische Tiefenstreckung beeindruckte die Menschen der Zeit besonders. Weitere Fresken in der Sixtinischen Kapelle aus der Werkstatt Peruginos sind die Taufe Christi und die Wanderung des Mose nach Ägypten.

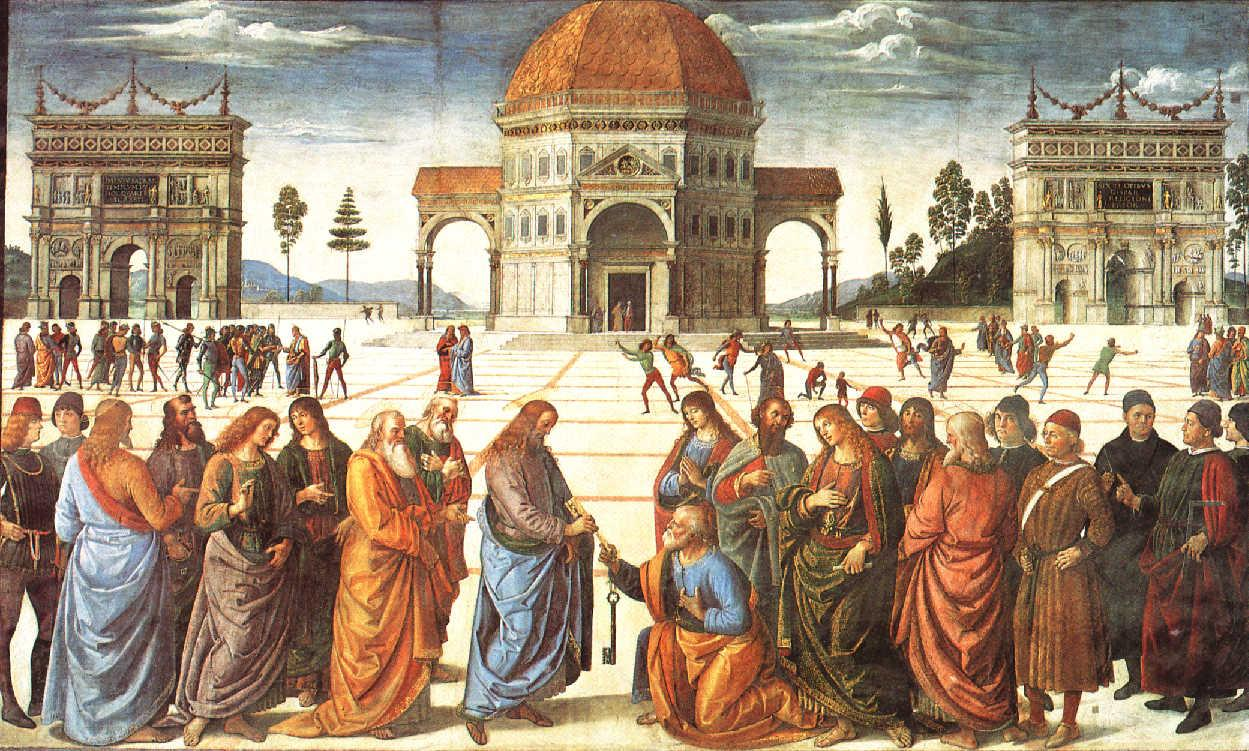
Christus übergibt Petrus die Schlüssel
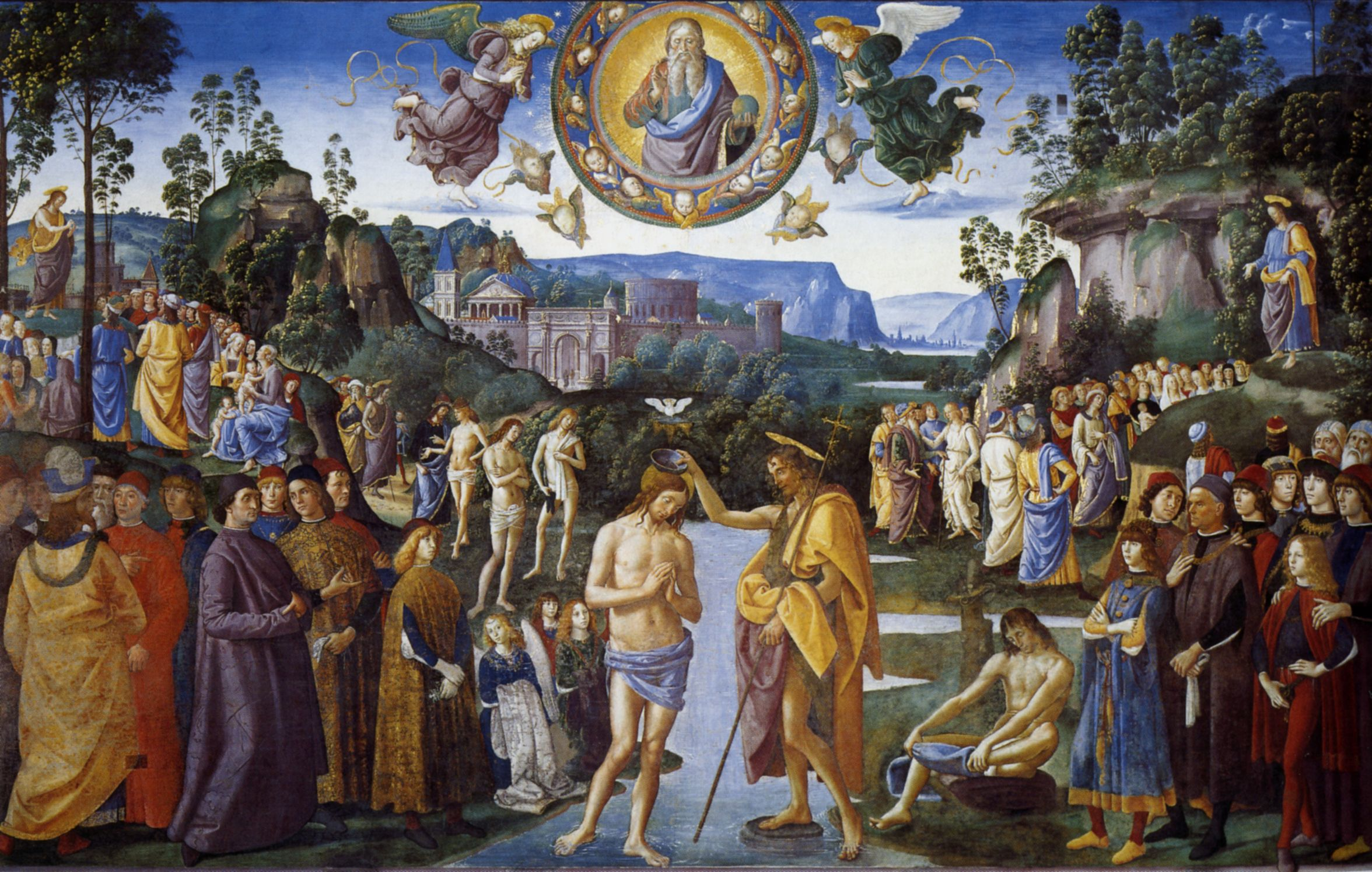
Taufe Christi
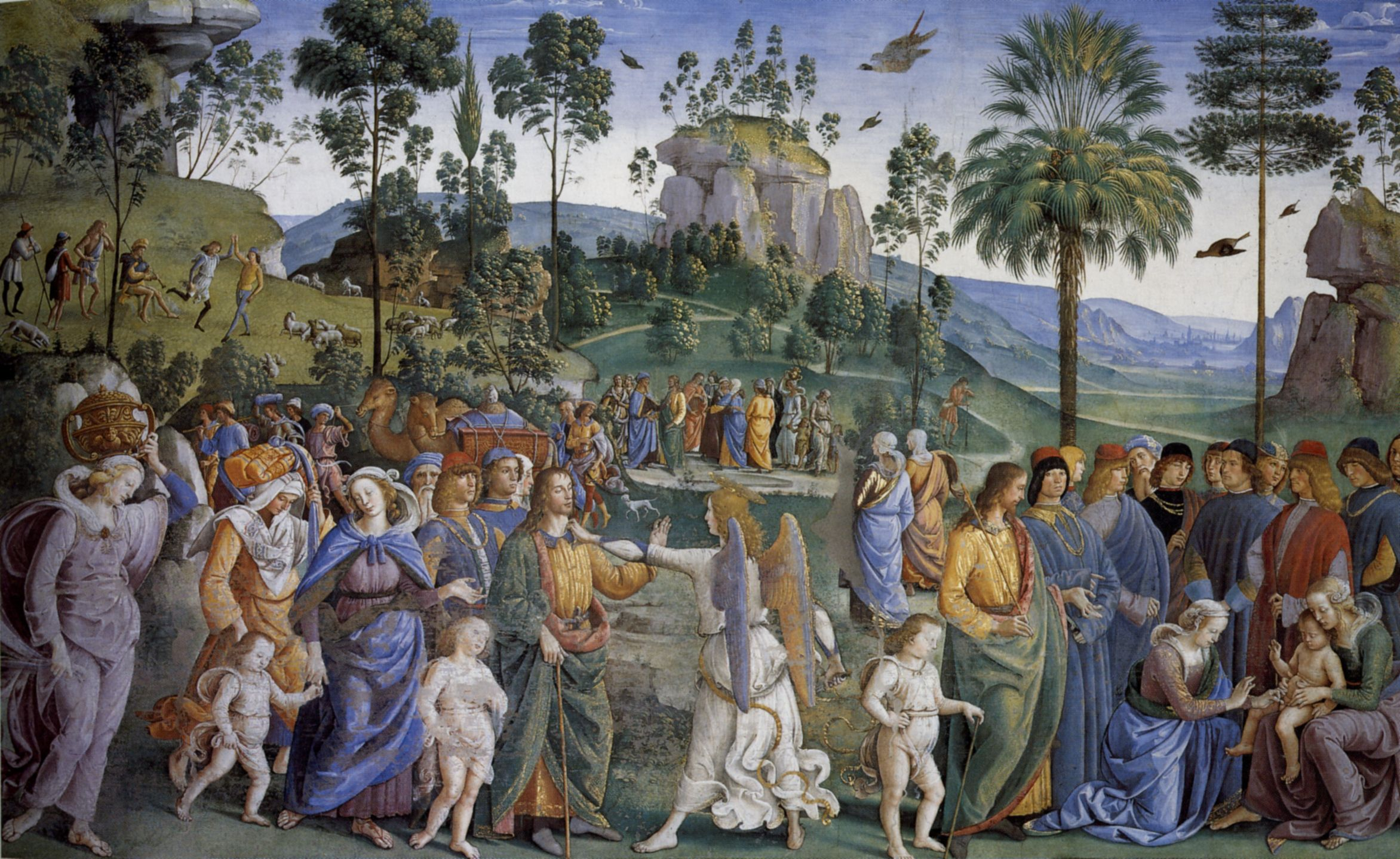
Wanderung des Mose nach Ägypten

Danach galt Perugino als der berühmteste Maler des Landes. Das verleitete ihn offensichtlich zu einer Massenproduktion (hauptsächlich Marienbildnisse) in zwei Ateliers in Perugia und Florenz. Die Fresken waren von einer fantastischen Klarheit und Plastizität. Die von ihm porträtierten Menschen strahlen eine besondere Würde und Anmut aus. Seine Werke wurden oft kopiert.

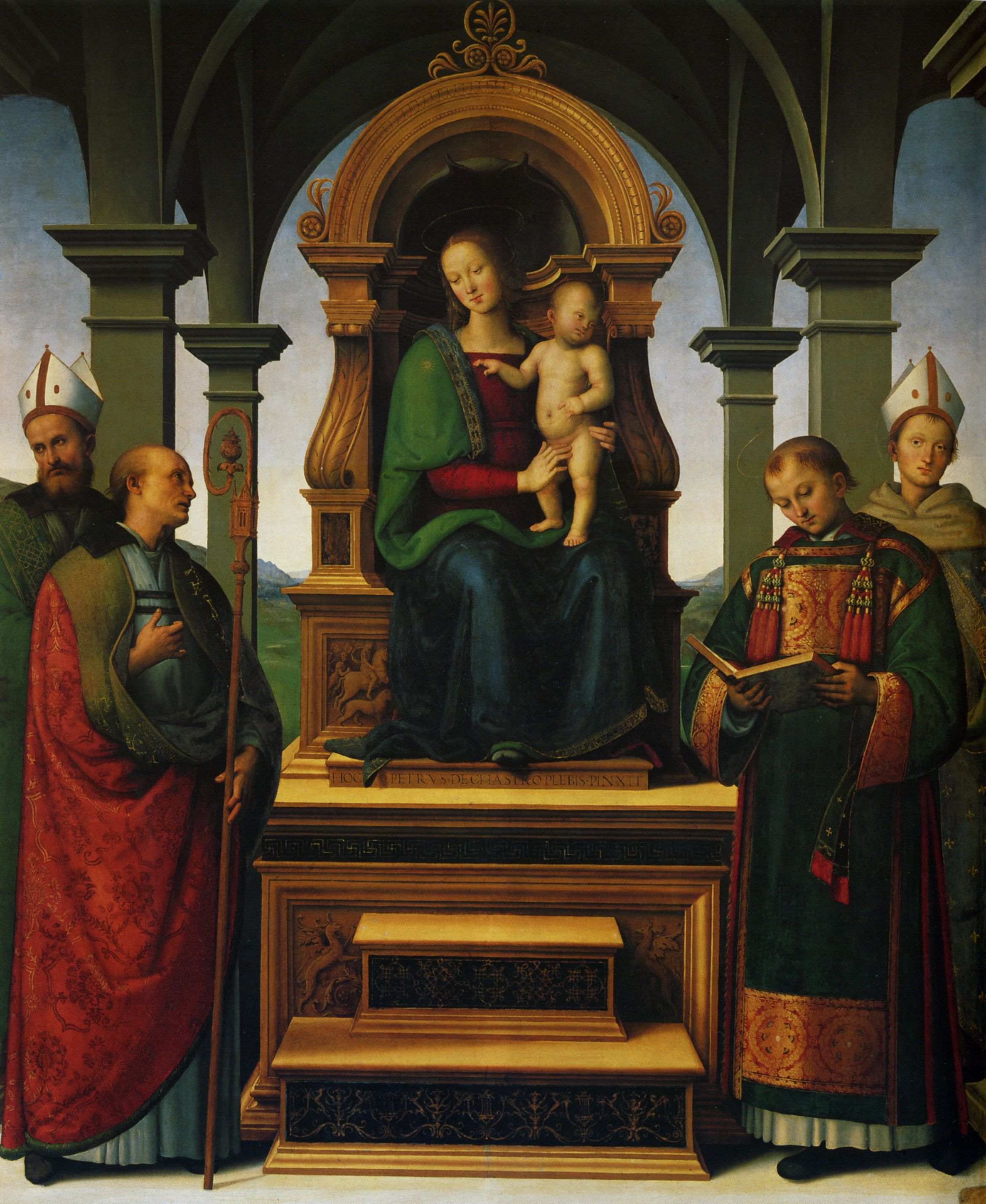
Pala dei Decemviri, 1495
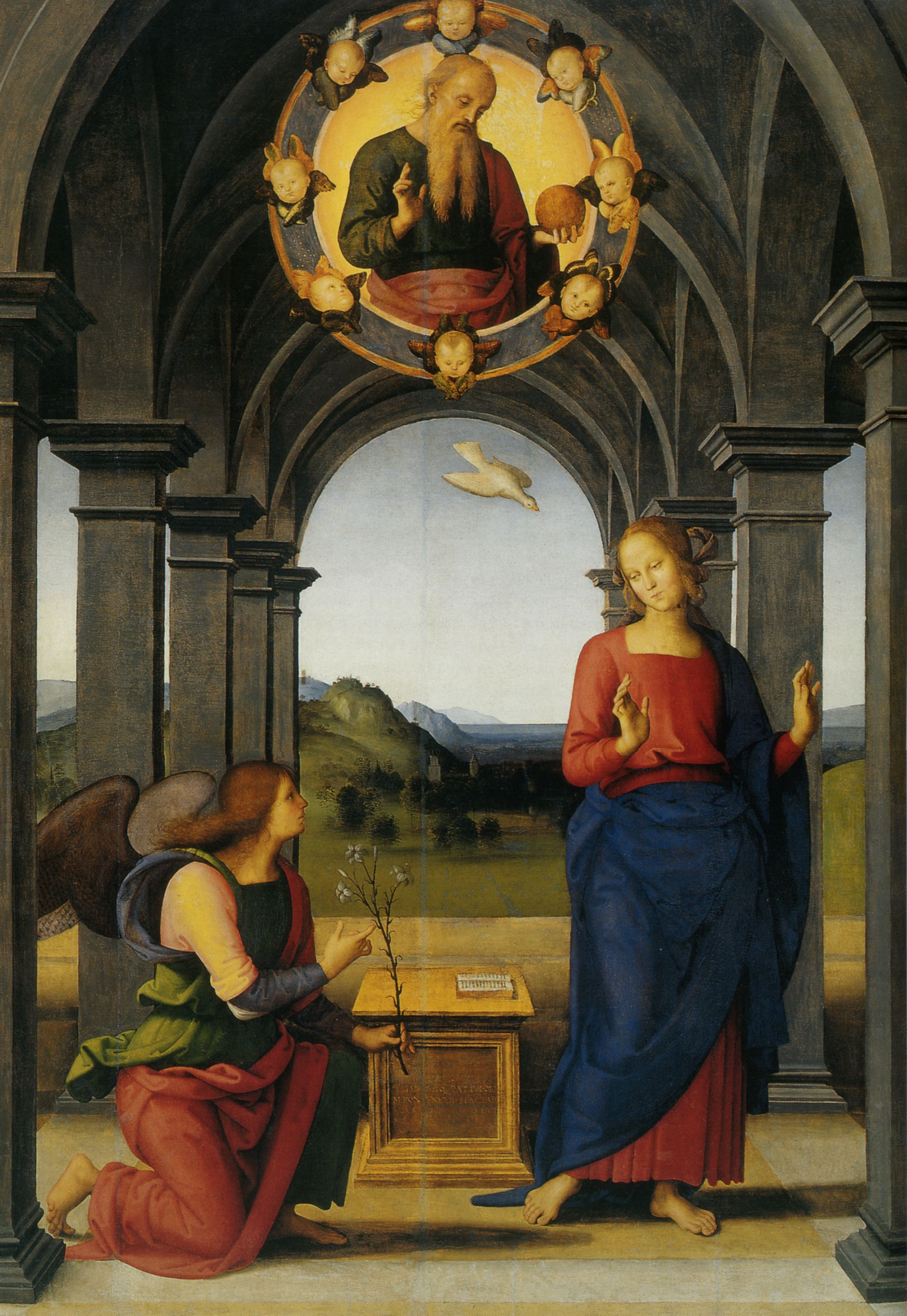
Verkündigung, um 1489
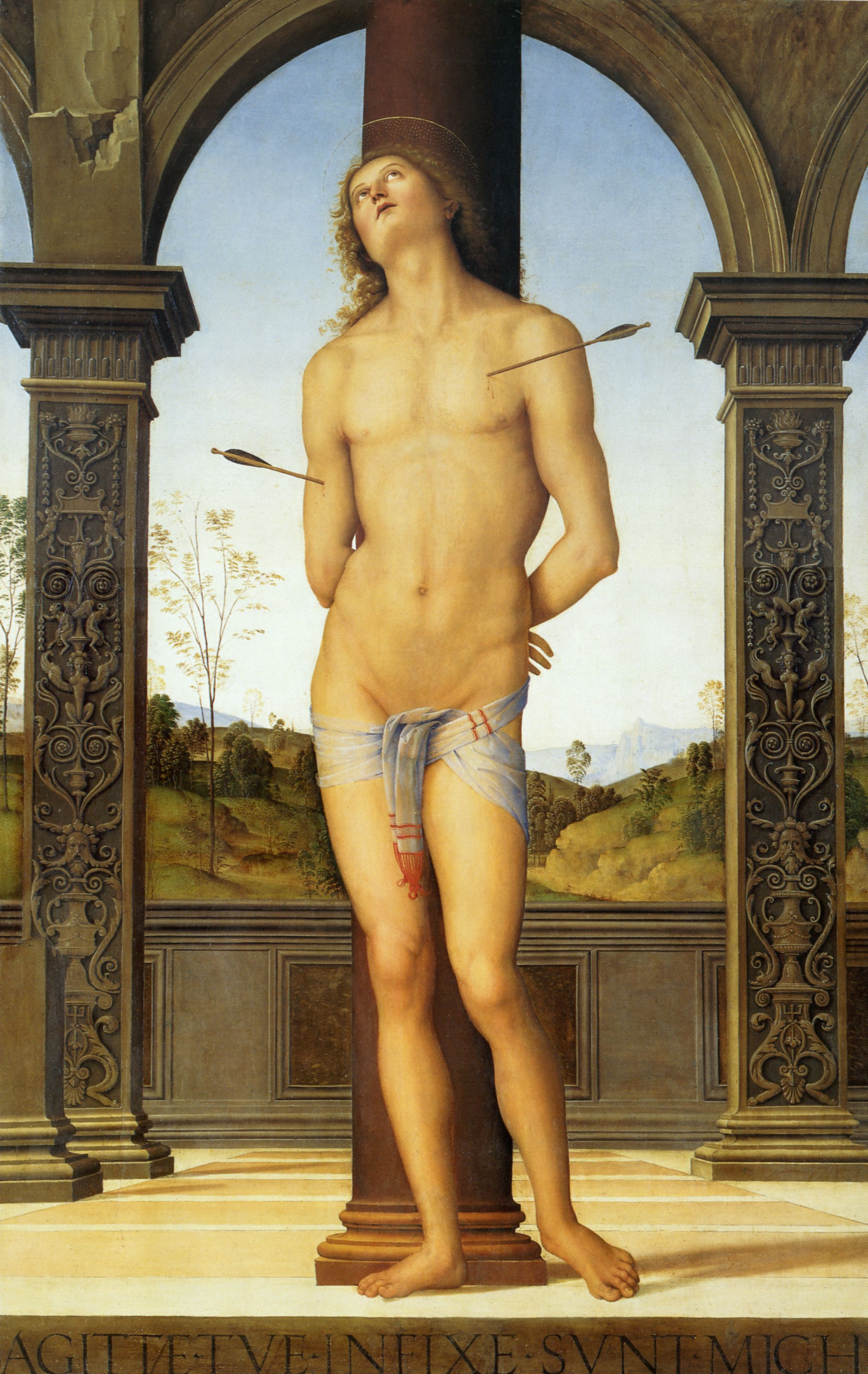
Hl. Sebastian, um 1490
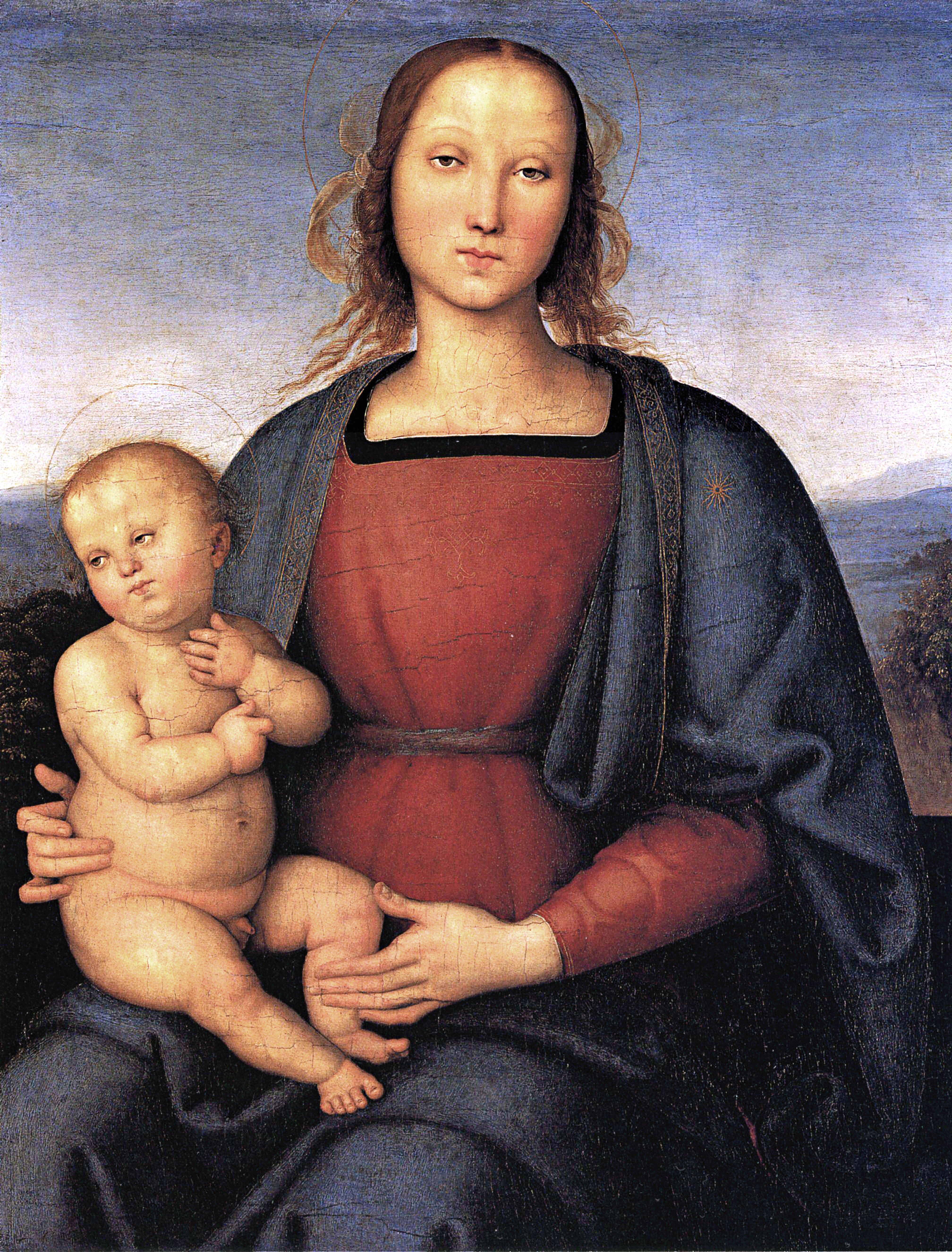
Madonna mit Kind, um 1500

## Bedeutende Werke

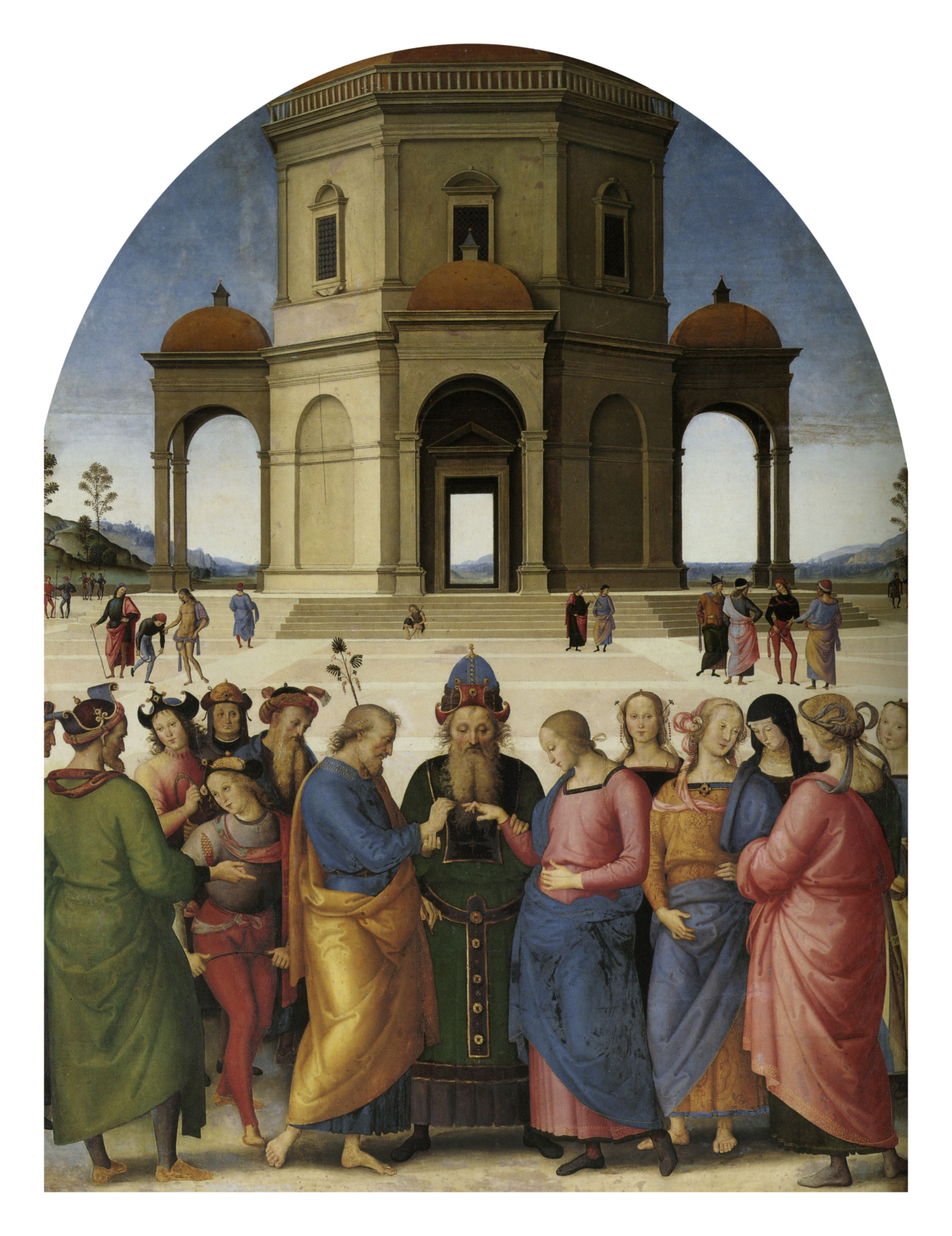
Vermählung Marias

- 1481 Christus übergibt Petrus die Schlüssel, Sixtinische Kapelle, Vatikan (siehe oben)
- 1485 Kreuzigung, Portiuncula in Assisi
- etwa 1489–1493 Vision des Heiligen Bernhard in der Alten Pinakothek München
- 1493–1497 Kreuzigung, Santa Maria Maddalena dei Pazzi in Florenz
- 1496–1500 Polyptychon, San Pietro, Perugia (jetzt verteilt auf die Museen von Lyon, Nantes, Rouen und dem Vatikan)
- 1497–1500 Fresken im Collegio del Cambio, Perugia
- 1503 Vermählung Marias, Altarbild für die Kapelle des Heiligen Rings im Dom von Perugia, 1797 von napoleonischen Truppen geraubt, jetzt im Musée des Beaux-Arts in Caen

## Ausstellung
- 2004: Perugino – il divin pittore, Perugia, Galleria Nazionale dell’Umbria
- 2011: Perugino – Raffaels Meister, Alte Pinakothek, München